# Pomérols
Pomérols este o comună în departamentul Hérault din sudul Franței. În 2009 avea o populație de 2.133 de locuitori.

## Evoluția populației
| An        | 1975  | 1982  | 1990  | 1999  | 2006  | 2009  |
| --------- | ----- | ----- | ----- | ----- | ----- | ----- |
| Populație | 1.125 | 1.180 | 1.584 | 1.696 | 1.975 | 2.133 |